# Władimir Ostrouszko
Władimir Ostrouszko (ros. Владимир Сергеевич Остроушко; ur. 30 września 1986 w Krasnodarze) – rosyjski rugbysta grający w formacji ataku, reprezentant kraju, dwukrotny uczestnik pucharu świata.
Wychowanek klubu Jug Krasnodar występował także w Jenisej-STM Krasnojarsk i RK Kubań, z którymi odnosił sukcesy w mistrzostwach kraju siódemek i piętnastek.
Był członkiem kadry U-19 na mistrzostwach świata w 2005. W reprezentacji seniorów zadebiutował w meczu z Włochami 14 października 2006 roku, znalazł się w składzie na Puchar Świata w Rugby 2011, podczas którego wystąpił we wszystkich czterech spotkaniach.
Wraz z kadrą rugby siedmioosobowego grał w IRB Sevens World Series, uczestniczył w Pucharze Świata 2013, a także trzykrotnie zdobył mistrzostwo Europy.
Z uniwersytecką kadrą kraju zdobył złoto w turnieju rugby 7 na Letniej Uniwersjadzie 2013.